# Діти застою
«Діти застою» — роман українського письменника Василя Кожелянка; вперше опублікований у видавництві «Книги-XXI» 2012 року. Роман складається з десяти частин, у кожній з них є свої герої і сюжет.
|               | Своєю багатовимірністю роман «Діти застою», власне, найбільше і приваблює... Крім того, роман можна «розбирати» на шматки, із яких могли би вийти цікаві вистави, фільми. Роман, який приніс мені неабияке задоволення |
| — Інга Кейван | |

| книги | Це незавершена стаття про книгу. Ви можете допомогти проєкту, виправивши або дописавши її. |